# Incêndios florestais de Portugal em 2024
Os incêndios florestais de Portugal em 2024 foram uma série de 128 incêndios florestais ativos que deflagram a 15 de setembro de 2024 que se alastraram pelo centro e norte de Portugal até 21 de setembro de 2024, resultando na morte de pelo menos nove pessoas, entre elas quatro bombeiros, na evacuação de várias aldeias e na resposta de mais de 5.000 bombeiros com a ajuda da União Europeia. É o maior incêndio florestal de sempre em Portugal a nível de área ardida.

## Incêndios
Os incêndios florestais começaram em meados de setembro e espalharam-se pelo centro e norte de Portugal, tendo sido registados pelo menos 128 incêndios separados até 16 de setembro, que queimaram cerca de 10.000 hectares entre os municípios do norte do distrito de Aveiro e do distrito do Porto. As chamas atingiram Albergaria-a-Velha, no noroeste do distrito de Aveiro, e incendiaram várias casas.
O desencadeamento e a rápida propagação dos incêndios florestais foram causados por "condições invulgarmente secas" e fortes rajadas de vento que atingiram até 70 km/h, além de temperaturas que atingiram ou ultrapassaram os 30 °C de 14 a 16 de setembro.

### Incêndios ativos de alta gravidade
Distrito de Aveiro
- Alvarenga, Arouca
- Pessegueiro do Vouga, Sever do Vouga
- Palmaz, Oliveira de Azeméis
- Sever do Vouga
- São Jacinto, Aveiro

Distrito do Porto
- Foz do Sousa e Covelo, Gondomar
- Borba de Godim, Felgueiras
- Vilarinho, Friande, Felgueiras
- Carneiro, Amarante
- Gavinho, Baião
- Monte Córdova, Santo Tirso
- Burgães, Santo Tirso
- Rebordões, Santo Tirso
- Gens, Gondomar
- Vila Cova de Medas, Gondomar

Distrito de Viseu
- Alhões, Cinfães
- Tendais, Cinfães
- Miuzela, Penalva do Castelo
- Covelo de Paiva, Castro Daire
- Soutelo, Mões, Castro Daire
- Oliveira do Douro, Cinfães
- Moção, Pinheiro, Castro Daire
- Paus, Resende
- Penude, Lamego
- Folhadal, Nelas
- Vila Cova a Coalheira, Vila Nova de Paiva

Distrito de Vila Real
- Sabroso de Aguiar, Vila Pouca de Aguiar
- Alto de Fiães, Alijó
- Samardã, Adoufe
- Sedielos, Peso da Régua

## Impacto
A Guarda Nacional Republicana encontrou o corpo de uma vítima dos incêndios, que trabalhava numa empresa madeireira quando as chamas chegaram. Perto dali, um bombeiro morreu em Oliveira de Azeméis depois de ter sofrido uma paragem cardiorrespiratória enquanto combatia incêndios nas proximidades. Mais duas pessoas sofreram ferimentos graves, que incluíram queimaduras e dificuldades respiratórias, obrigando a hospitalização. Mais doze bombeiros ficaram feridos durante o combate às chamas, quatro dos quais ficaram gravemente feridos.
O presidente da Câmara Municipal de Albergaria-a-Velha, António Loureiro, informou que quatro casas arderam e pelo menos mais vinte estavam em perigo nos perímetros residencial e industrial da cidade, obrigando à evacuação de vários bairros. Mais duas casas foram destruídas em Cabeceiras de Basto, em Braga.